# 卡維馬斯市

卡維馬斯市（西班牙語：Municipio Cabimas），是委內瑞拉的一個市，位於該國西北部蘇利亞州，首府設於卡維馬斯，始建於1989年，面積604平方公里，海拔高度3米，2013年人口351,735，人口密度每平方公里665人。